# ГЕС Пукара-Пісаямбо
ГЕС Пукара-Пісаямбо – гідроелектростанція на сході Еквадору. Використовує ресурс із озера Пісаямбо, яке дренується річкою Кутучі, лівою притокою Пастаси, котра в свою чергу є лівою притокою річки Мараньйон (ліва твірна Амазонки). 
В межах проекту природне озеро Пісаямбо перетворили на водосховище, для чого на виході з нього Кутучі звели земляну греблю висотою 41 метр. В результаті був створений резервуар з площею поверхні 8 км2 та об’ємом 100,7 млн м3 (корисний об’єм 90 млн м3), в якому припустиме коливання рівня між позначками 3541 та 3565 метрів НРМ. Окрім власного стоку (річки Ель-Ронкадор, Ель-Мілін та Ель-Тамбо) до озера перекидається додатковий ресурс, захоплений на ліво- та правобережжі Кутучі із річок Талатаг, Quillopaccha та Агуалонгопунго, для чого прокладено ряд тунелів та каналів загальною довжиною біля 4,5 км. 
Зі сховища по лівобережжю Кутучі прямує головний дериваційний тунель довжиною 5,5 км з діаметром 2,6 метра, який переходить у напірний водовід довжиною 0,7 км зі спадаючим діаметром від 2,2 до 1,9 метра. В системі також працює вирівнювальний резервуар висотою 117 метрів з діаметром 5 метрів.
Підземний машинний зал має розміри 50х12 метрів при висоті 25 метрів, а доступ до нього здійснюється через тунель довжиною 0,23 км. Основне обладнання станції становлять дві турбіни типу Пелтон потужністю по 36,5 МВт, які забезпечують виробництво 230 млн кВт-год електроенергії на рік. 
Видача продукції відбувається по ЛЕП, розрахованій на роботу під напругою 138 кВ.